# CEN/TC 278
CEN/TC 278 - Komitet Techniczny Telematyki Transportu i Ruchu Drogowego (Technical Committee for  Road Transport and Traffic Telematics) powołany w 1991 roku. 
ISO/TC 204 – Komitet Techniczny ds. Inteligentnych Systemów Transportowych (Technical Committee for Intelligent Transport Systems). 
W Komitecie TC 278, jak również w TC 204, działają grupy robocze, które są odpowiedzialne za różne obszary działalności.

## Obszary działalności
TC 278  oraz TC 204
- Elektroniczne pobieranie opłat drogowych (EFC)  WG 1; WG 5
- Systemy zarządzania taborem i ładunkami (FFMS)  WG 2; WG 7
- Transport publiczny (PT – Public Transport)     WG 3; WG 8
- Dane o ruchu i trasach (TTI)                    WG 4; WG 10
- Sterowanie ruchem (TC – Traffic Control)	  WG 5; WG 9
- Geograficzne dane drogowe (GRD)                 WG 7 (tylko TC 278)
- Dane o ruchu drogowym (RTD – Road Traffic Data) WG 8 (TC 278)
- Łączność DSRC                                   WG 9; WG 15
- Interfejsy człowiek-maszyna (HMI)	          WG 10 (TC 278)
- Automatyczna identyfikacja pojazdów i urządzeń  WG 12; WG 4
- Architektura i terminologia 	                  WG 13; WG 1
- Systemy odzyskiwania skradzionych pojazdów WG 14 (TC 278)
- Bezpieczeństwo	                          WG 15	(TC 278)
- Technologia Baza danychbaz danych           WG 3  (tylko TC 204)
- Systemy nawigacyjne		                  WG 11 (TC 204)
- Systemy ostrzegawcze i sterujące		  WG 14 (TC 204)
- Systemy WAN (protokóły i interfejsy)		  WG 16 (TC 204)
- Systemy intermodalne (aplikacje ITS)		  WG 17 (TC 204)